# Wells' Dairy
Wells ofrece más de 500 productos bajo la marca Blue Bunny. La firma Blue Bunny Bunny de helado sabor combina temas de cacahuetes cubiertos de chocolate, conejitos de chocolate relleno de maní mantequilla, y las cintas de mantequilla de cacahuate, caramelo y crema en helado de vainilla. Además de muchos otros sabores innovadores helados, Blue Bunny ofrece siete diferentes variedades de vainilla.
"Sólo para ti " "envasado se estrenó por Blue Bunny con su línea de personales innovador que ofrece una sola porción de helado en una variedad de sabores indulgente y la luz. Blue Bunny fabrica varias novedades, entre ellas The Champ! Conos. Otra de las novedades Blue Bunny, el Pop bomba es aún celebra con su propio día especial, el Día Nacional de la bomba pop. El día se reconoce cada año el último jueves de junio.
Blue Bunny también produce una variedad de novedades y la crema de hielo envasados para satisfacer las necesidades de diversos tipos incluyendo todas las calorías naturales, baja, baja en carbohidratos, grasa o libre de líneas de luz incluidos Sweet Freedom, que no tiene azúcar añadido.
- Datos: Q6166750

1. ↑  / Sabores FlavorsTreats.aspx y Trata - Bluebunny.com Archivado el 1 de noviembre de 2008 en Wayback Machine. </ ref>

Referencias

 Reflist

Enlaces externos
  - Corporativo sitio web
  - Blue Bunny sitio web Archivado el 1 de noviembre de 2008 en Wayback Machine.